# Joe Kopicki
Joseph Gerard Kopicki, Sr. (Warren, Michigan, 12 de juny de 1960) és un exjugador de bàsquet nord-americà. Amb una alçada de 2,03 metres ocupava la posició de pivot.

## Carrera esportiva
Després de formar-se com a jugador amb els titans de la Universitat de Detroit, va ser triat en la 3a ronda del Draft de l'NBA del 1982 (lloc 56 del total) pels Atlanta Hawks. Després de militar a les plantilles dels propis Hawks i dels Indiana Pacers, amb els quals no va arribar a debutar, i després d'una temporada en els Wisconsin Flyers de la CBA, la temporada 1983/83 signa un contracte amb els Washington Bullets, club amb el qual finalment juga els seus primers minuts a l'NBA. La temporada següent juga amb els Denver Nuggets, i d'aquí es decideix a donar el salt a Europa on es desenvolupa la resta de la seva carrera formant part de diferents equips d'Itàlia i Espanya. A començaments de la temporada 1985-86 juga amb el Benetton Treviso de la lliga italiana, tot i que acaba al Caja Bilbao, on jugarà fins al 1988. Després se'n torna a Itàlia tres temporades més, i torna a Espanya el 1991 per jugar a Primera B novament amb el Caja Bilbao, fins que la temporada 1992-93 fitxa pel Marbella Joventut.